# Rurutu (Polynésie française)
Pour l’article homonyme, voir Rurutu.
Rurutu est une commune de la Polynésie française située sur l'île homonyme, dans l'archipel des Australes. Son chef-lieu est Moerai.

## Géographie
La commune correspond à l'île de Rurutu ainsi qu'aux communes associées de Moerai (977 hab.), à l'est, Hauti (370 hab.), au sud-est, et Avera (741 hab.), à l'ouest.
Présence d'un collège.

## Histoire
Comme la plupart des communes de Polynésie française, celle de Rurutu a été créée comme commune de plein exercice au début des années 1970.

## Démographie
L'évolution du nombre d'habitants est connue à travers les recensements de la population effectués dans la commune depuis 1971. À partir de 2006, les populations légales des communes sont publiées annuellement par l'Insee, mais la loi relative à la démocratie de proximité du 27 février 2002 a, dans ses articles consacrés au recensement de la population, instauré des recensements de la population tous les cinq ans en Nouvelle-Calédonie, en Polynésie française, à Mayotte et dans les îles Wallis-et-Futuna, ce qui n’était pas le cas auparavant. Pour la commune, le premier recensement exhaustif entrant dans le cadre du nouveau dispositif a été réalisé en 2002, les précédents recensements ont eu lieu en 1996, 1988, 1983, 1977 et 1971.
En 2017, la commune comptait 2 466 habitants, en augmentation de 6,06 % par rapport à 2012
| 1971  | 1977  | 1983  | 1988  | 1996  | 2002  | 2007  | 2012  | 2017  |
| ----- | ----- | ----- | ----- | ----- | ----- | ----- | ----- | ----- |
| 1 514 | 1 555 | 1 971 | 1 953 | 2 015 | 2 098 | 2 088 | 2 325 | 2 466 |

| 2022  | - | - | - | - | - | - | - | - |
| ----- | - | - | - | - | - | - | - | - |
| 2 163 | - | - | - | - | - | - | - | - |

## Administration et services publics

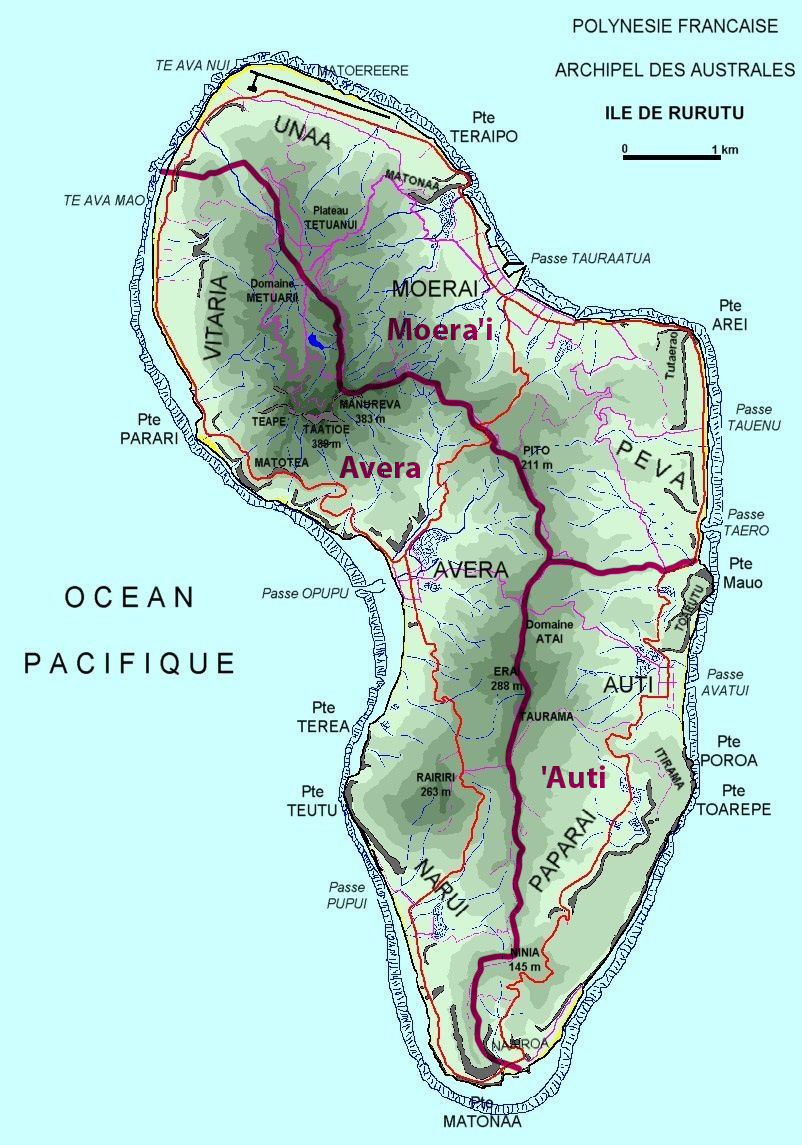
Rurutu, avec les limites des trois communes associées.

### Liste des maires
| Période                                  | Période  | Identité        | Étiquette                                  | Qualité |
| ---------------------------------------- | -------- | --------------- | ------------------------------------------ | --- |
| ?                                        | ?        | Tara Tepa       |                                            | |
| 1995                                     | En cours | Frédéric Riveta | Tahoeraa huiraatira puis Tapura huiraatira | Membre de l'Assemblée de la Polynésie française (1996 → 2014 puis 2015 → ) 3e vice-président de l'Assemblée (2018 → ) Réélu pour le mandat 2020-2026 |
| Les données manquantes sont à compléter. |          |                 |                                            | |

Maires délégués actuels
- Avera : Moeau Dominique
- Hauti : Ariirai Taputu
- Moerai : Frédéric Riveta

### Services publics

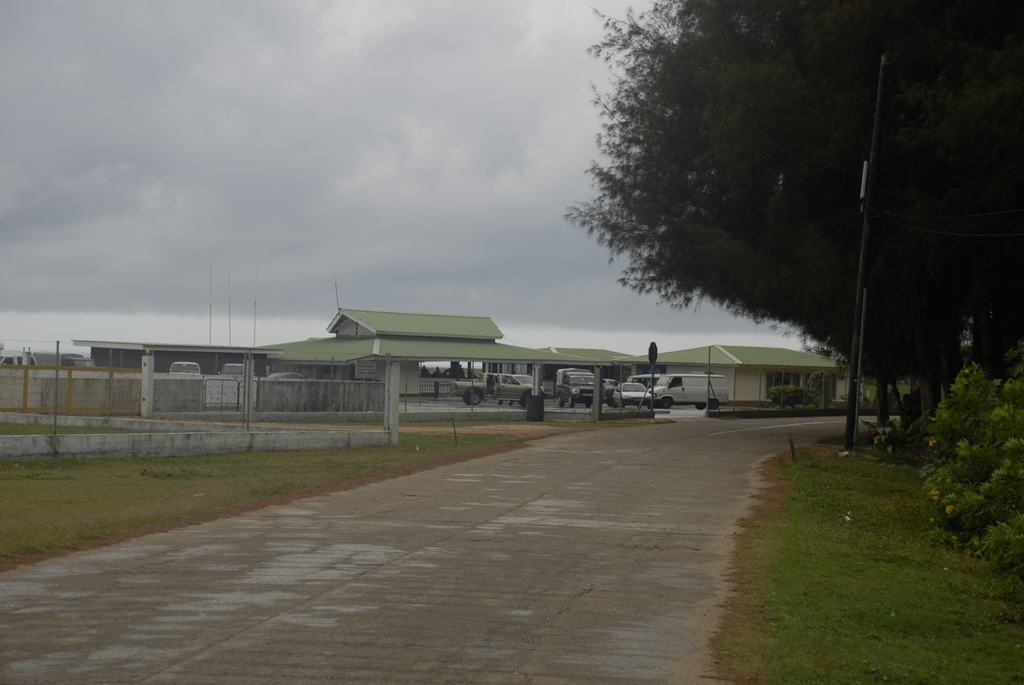
Aéroport de Rurutu, à la pointe nord de l'île.

D'un point de vue éducatif, la commune accueille un collège, à Moerai. Elle possède également un petit aéroport, à la pointe nord de l'île.

## Économie

### Agriculture et élevage
La principale culture vivrière est celle du taro (Colocasia esculenta), dont on fait cuire le tubercule et qu'on consomme le plus souvent sous forme de purée.
Les habitants élèvent des poules et des canards, ainsi que des cochons noirs.

### Vannerie et tressage
La vannerie et le tressage sont une occupation des femmes. Elles confectionnent des nattes traditionnelles, ainsi que des chapeaux et des paniers. La matière première est la feuille de pandanus, séchée longuement au soleil.

## Lieux et monuments
- Église Saint-François-Régis de Moerai.
- Une stèle retraçant la vie d'Éric de Bisschop (1891-1958) a été posée en janvier 2009 sur le mur du cimetière de Moerai, où le navigateur est inhumé[5].

La grotte « Te ana aeo » aussi appelée la grotte de Mitterrand rappelant sa venue sur l'ile de Rurutu du président de la république en 1991, lieu touristique qui est le vestige des rites religieux traditionnels.